# Almoš Arpádovec
Almoš Arpádovec (1074/1075?–1127/1129?) byl uherský princ, od roku 1084 byl chorvatským knížetem a následně v letech 1091 až 1093 chorvatským králem. Almoš byl také posledním nitranským knížetem.

## Život
Narodil se z manželství uherského krále Gejzy I. s řeckou princeznou Synadene, dcery Theodula Synadenose a zřejmě také neteří byzantského císaře Nikefora III.
Po smrti krále Štěpána II. Chorvatského († 1091) žádala královna Jelena, která se cítila v ohrožení, svého bratra Ladislava I. o pomoc. Ten přitáhl se svým vojskem, osadil Chorvatsko a ustanovil Almoše králem. V létě téhož roku se musel Ladislav I. vrátit zpět do Uher, aby zde čelil vpádu Kumánů. Chorvaté, kterým se dosazený mladičký král nezamlouval, využili situace a králem zvolili Petra Svačiće. Almošovi zůstal jen titul chorvatského krále, protože jeho strýci se podařilo ovládnout pouze část Slavonie, kterou připojil k Uhersku. Roku 1095 se na uherský trůn dostal Almošův polorodý bratr Koloman. Almoš zpochybňoval jeho právo na nástupnictví a postavil se proti němu do opozice.
21. srpna 1104 se Almoš oženil s Předslavou, dcerou kyjevského knížete Svjatopolka II., s níž měl tři děti. Roku 1113 jej i jeho nejstaršího syna Bélu nechal Koloman v bojích o moc oslepit a uvěznit. Důvodem byla Álmošova setrvávající opozice proti králi a Kolomanovy obavy, aby nebylo ohroženo následnické právo jeho vlastního syna Štěpána.
| „                  | ... protože byl s ním příbuzný, nesáhl mu na život, ale zbavil ho pouze zraku, aby nemohl nosit korunu svatého krále... | “ |
| — Dubnická kronika | |   |

Almošovi se podařilo uprchnout a zemřel na byzantském dvoře, syn Béla se stal roku 1131 uherským králem a o šest let později nechal otcovy ostatky pohřbít v katedrále Panny Marie ve Stoličném Bělehradě po boku předků.